# Darevskia praticola
Darevskia praticola es una especie de lagarto del género Darevskia, familia Lacertidae. Fue descrita científicamente por Eversmann en 1834.
Habita en Rusia (Cáucaso, Daguestán y Krai de Krasnodar), Transcaucasia, al noreste de Irán y de Serbia, al este de Bulgaria, Turquía europea, noreste de Grecia, en República de Georgia, norte y sureste de Azerbaiyán y al norte de Armenia.

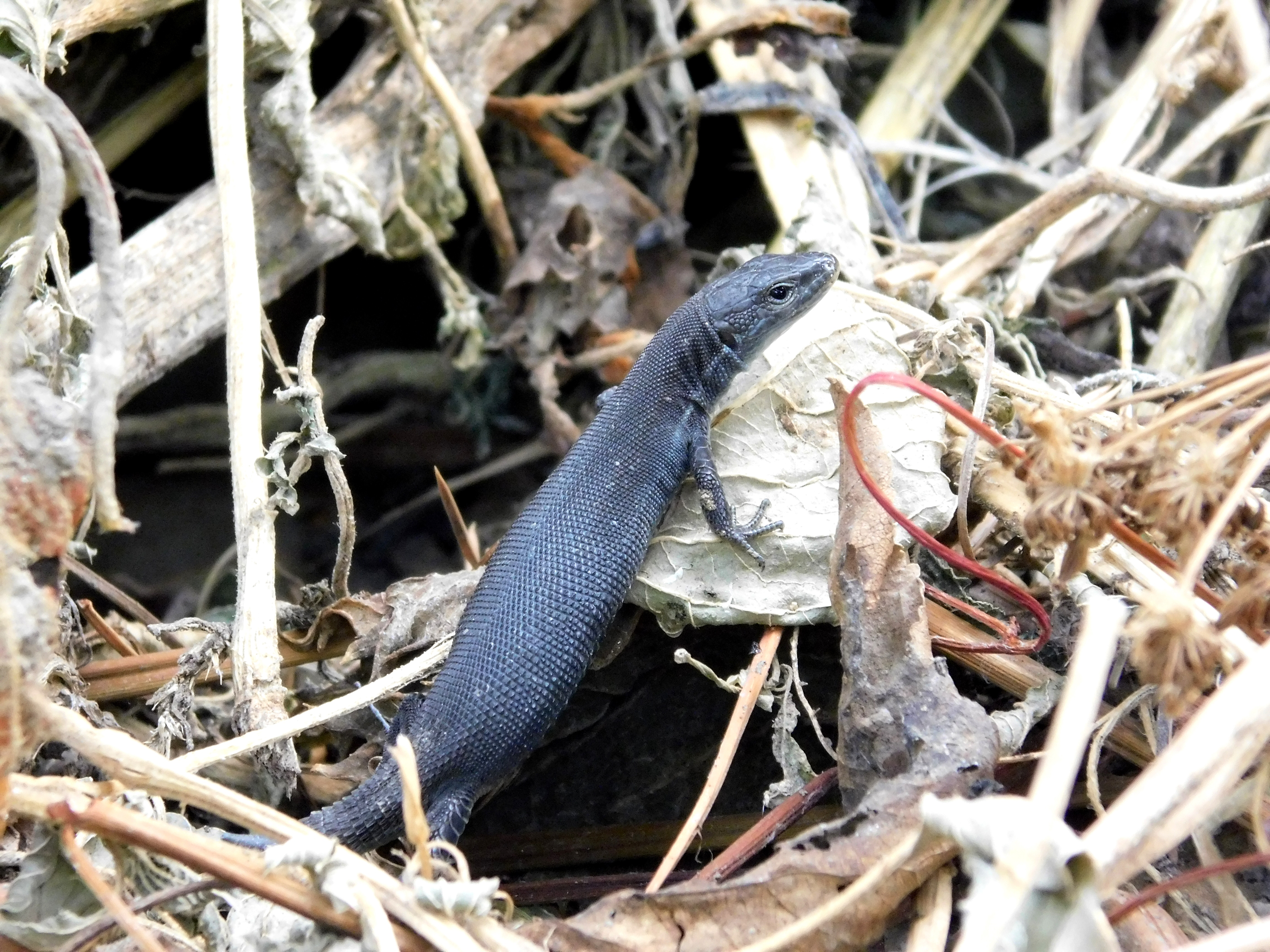
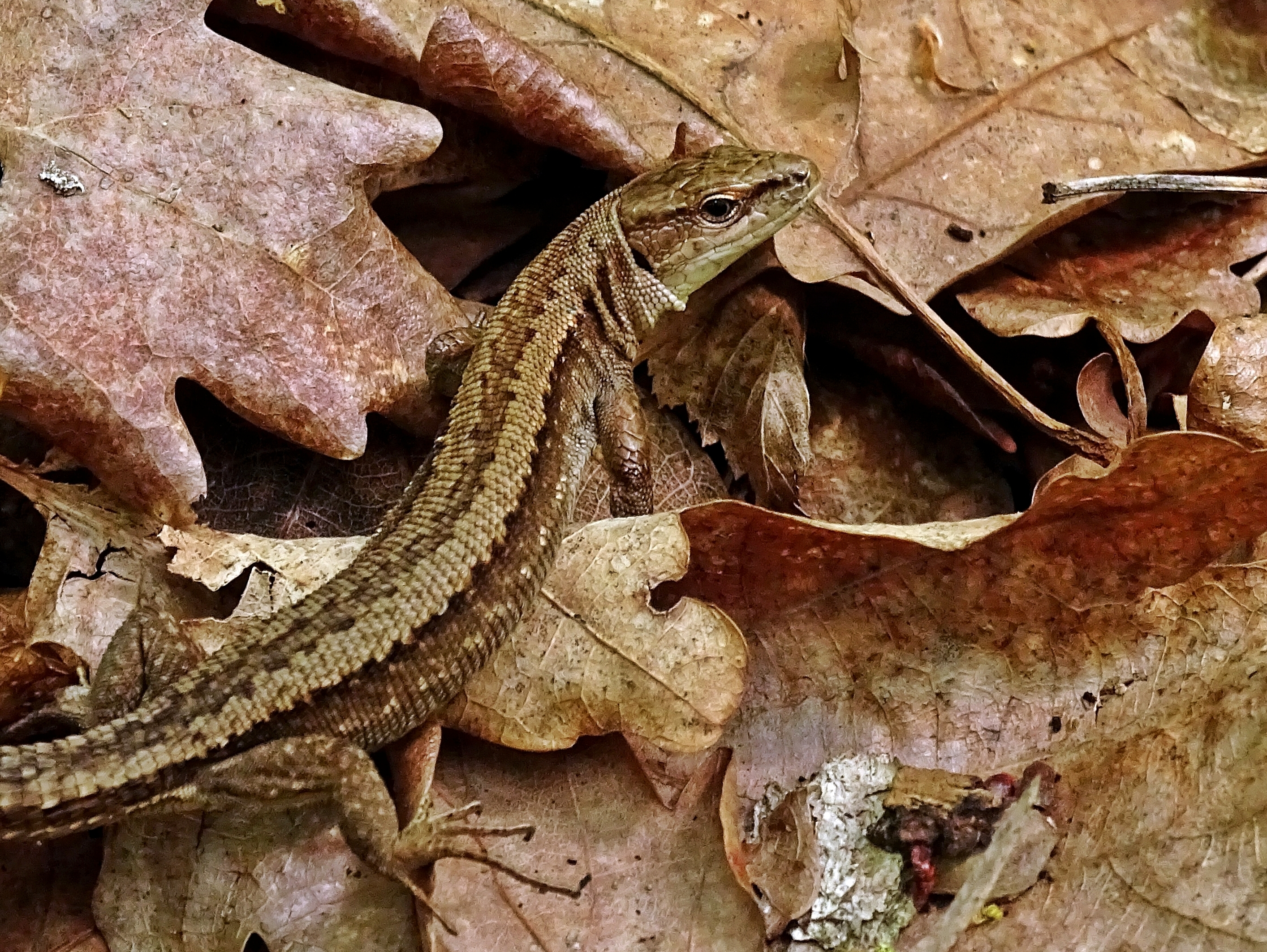
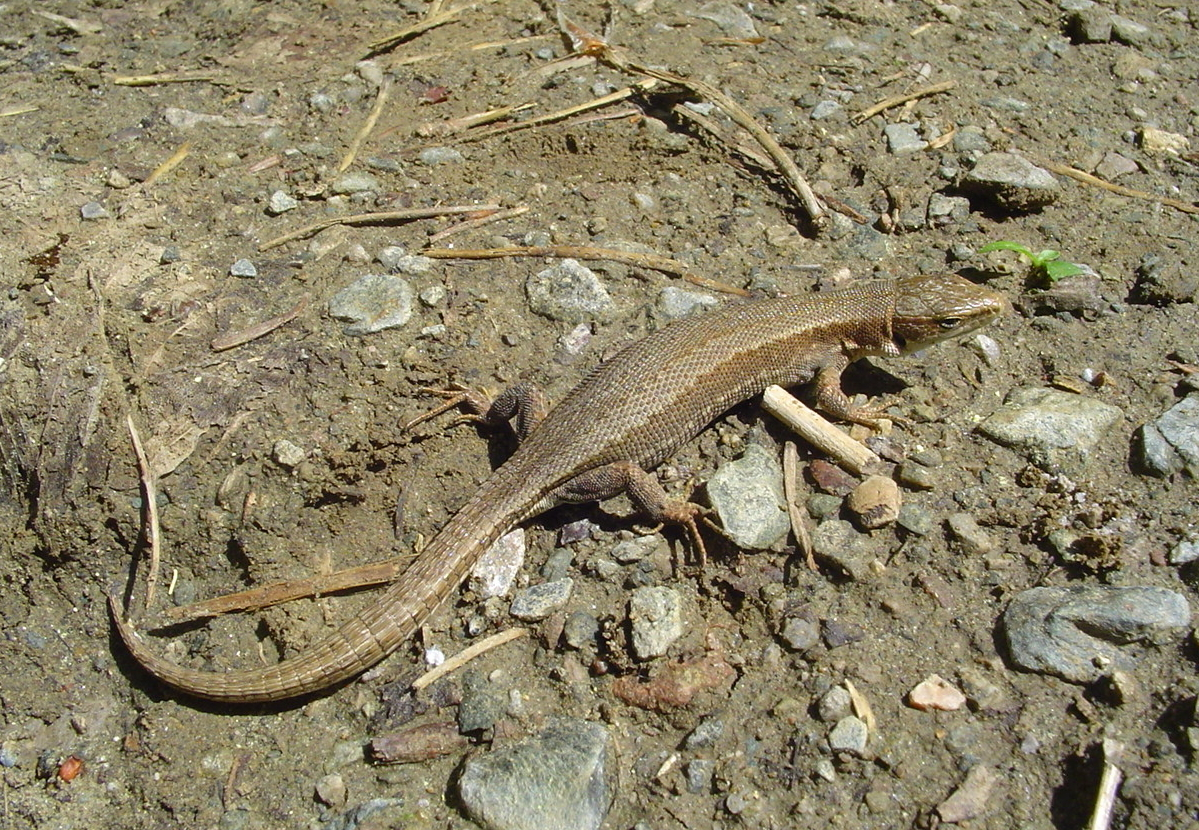
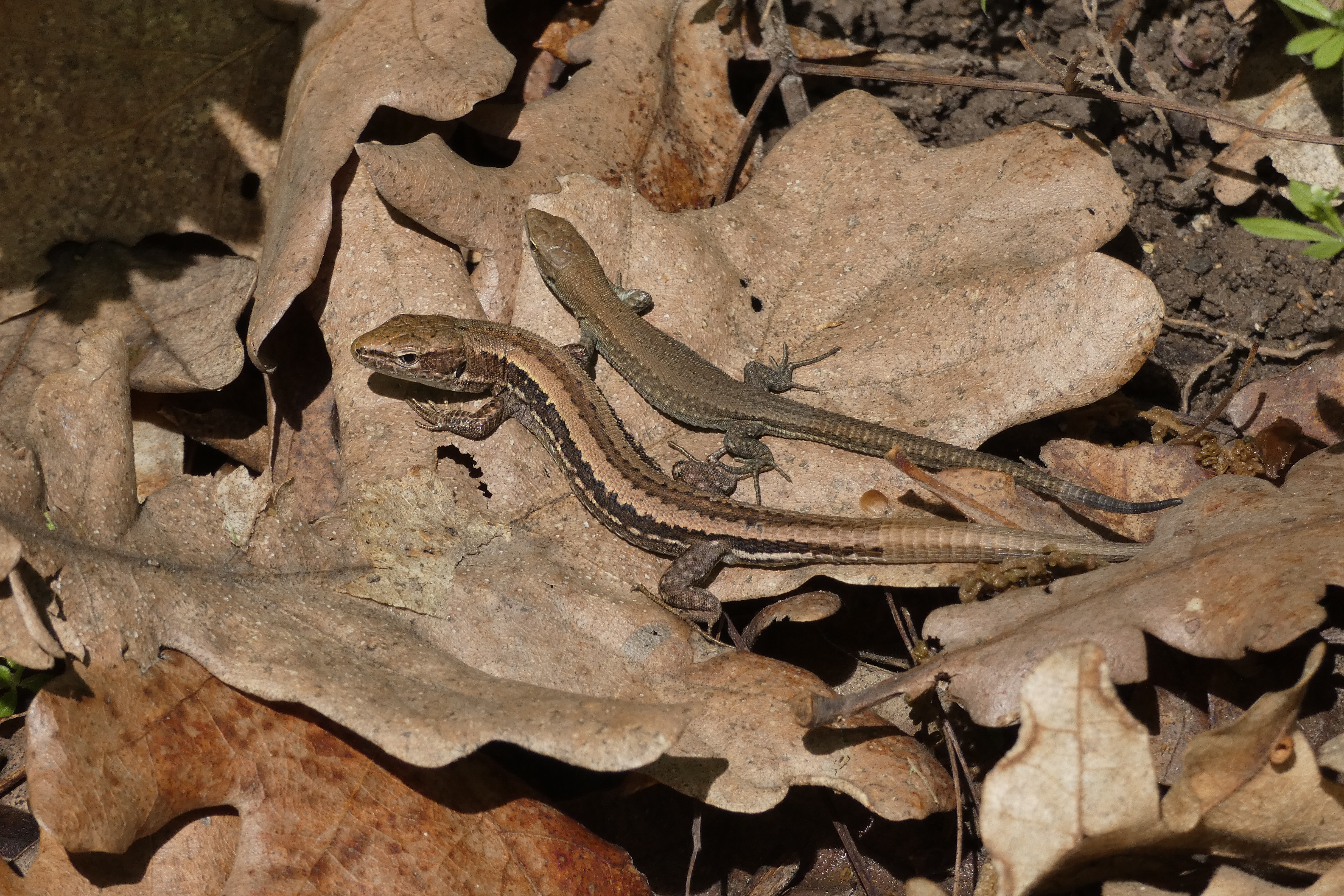